# Râul Ilișua, Someșul Mare
Râul Ilișua este un curs de apă, afluent al râului Someșul Mare.